# Ghisolfi
Ghisolfi o  Guizolfi, Gisolfi, Guigursis, Guilgursis o Giexulfises fue una familia genovesa-judía prominente a finales de la Edad Media y durante el Renacimiento temprano. 
En 1419, el judío genovés Simeón de Ghisolfi contrajo matrimonio con la princesa que reinaba el municipio de Tmutarakáñ en la península de Tamán, llamada Bijajanim, y tomó posesión del área, centrada alrededor de la ciudad de Matrega. El clan De Ghisolfi gobernaría este principado como un protectorado del consulado genovés de Gazaria durante gran parte del siglo XV.
En 1453, la república de Génova cedió sus posesiones en la zona de Crimea al Banco de San Giorgio, una compañía privada con la que se había endeudado fuertemente. La familia Ghisolfi continuó gobernando Matrega y la región circundante en nombre del banco. Con intermediarios como Jozi Kokos, mantuvieron relaciones con los gobernantes de Moscovia y otros principados rusos.

## Zacarías de Ghisolfi
Un descendiente de Simeone, Zacarías de Ghisolfi, fue príncipe y gobernante de la península de Tamán desde alrededor de 1480. Amenazado por el Imperio otomano (que estaba envuelto en el proceso de reducir a tributarios las posesiones italianas en Crimea y el kanato de Girai en 1482, Zacarías y sus súbditos, una población mixta de judíos, italianos, griegos, circasianos, tártaros y eslavos, fueron obligados a retirarse de Matrega y buscar refugio en la isla de Matrice. El 12 de agosto de ese año, le comunicó a los directores del banco en Génova de su posición, requiriendo 1 000 ducados con los que pagar las lealtades de sus aliados los godos de Crimea del Principado de Teodoro, que habían acabado con sus recursos. Afirmó que a menos que recibiera el apoyo solicitado de la república, se desplazaría a Valaquia, donde el voivoda le había ofrecido un castillo.

### Contacto con Moscovia
A pesar de que los turcos habían capturado Tana (Azov) y la mayor parte de asentamientos de Gazaria, Ghisolfi continuó la guerra desde Matrice, pero con poco éxito. A sabiendas del deseo de Zacarías de ir a Rusia, y contento de poder aprovechar la oportunidad para aliarse con los circasianos y otros pueblos que resistían las incursiones otomanas, Iván III dirigió una misiva a Zacarías el Judío en Caffa a través del príncipe Nozdrevaty, su embajador en la corte del kan de Crimea Meñli I Giray. Este mensaje, fechado el 14 de marzo de 1484, dice así:

Por la gracia de Dios el gran gobernante del país ruso, el Gran Duque Iván Vasílievich, Zar de todas las Rusias, a Skariya el Judío. Nos has notificado tu deseo de exiliarte con nosotros a través de nuestro invitado Gabriel Petrov. Es nuestro deseo que lo hagas. Cuando estés con nosotros te daremos prueba de nuestra predisposición favorable hacia ti. Si deseas servirnos, será nuestro deseo conferirte distinción, y si prefieres no quedarte con nosotros y regresar a tu país, serás libre de hacerlo ...

### Salida hacia Moscú
Por un despacho en latín desde Conario (actual Slaviansk-na-Kubani), en el río Kubán, fechada el 8 de junio de 1487 y firmada por Zacaría Guigursis, resulta claro que Zacarías, con la intención de aceptar la hospitalidad de Iván III, comenzó su viaje hacia Moscú, pero durante el mismo, fue asaltado y robado por Esteban, el voivoda de Moldavia; tras su liberación, regresó al Kubán. A pesar de ello, reanudó sus esfuerzos por reunirse con Iván, de modo que envió un mensaje a este último en el que le solicitaba guías que le acompañaran a Moscú. El zar, replicó el 18 de marzo de 1488 a través de Dmitri Shein pidiéndole al kan Meñli que enviara a Cherkasy dos hombres para guiar a Ghisolfi. Le ordenó asimismo a Shein que incluyera además a un tártaro de su propia tropa.

### Destino
Pasaron varios años antes de que se enviaran los guías, pero en primavera de 1496 alcanzaron las desembocaduras de los ríos río Miyusha y río Taigana, donde habrían de encontrarse con Zacarías cuatro semanas antes de Pascua. Se había establecido que se esperarían cada una de las partes hasta Pentecostés e incluso hasta San Pedro y San Pablo. Los guías aguardaron hasta la festividad de San Nicolás, el 6 de diciembre, fecha en la que se enteraron de las dificultades que Ghisolfi tenía para avanzar debido a los problemas internos entre su gran familia. En su informe al zar, el embajador en Crimea declara que en señal de amistad hacia Iván, el kan Meñli tomaría a Ghisolfi bajo su protección, aunque expresó su preocupación porque éste era enemigo de los turcos, que eran los señores del kan.
Por los hechos que acontecieron a continuación, parece evidente que Ghisolfi entró al servicio del kan, ya que en posteriores negociaciones en abril de 1500, Iván, instruyendo a su embajador, habla de Ghisolfi como Zacarías el Fryazin ("el italiano") que había vivido en Circasia y ahora estaba al servicio de  Meñli I Giray, que nunca había llegado a Rusia."

### Análisis
Las repetidas invitaciones de Ghisolfi parecen indicar que esperaba de este último valiosos servicios extendiendo la influencia rusa en el mar Negro. Sin embargo, es extraño que en un período de más de dieciocho años, Ghisolfi no consiguiera viajar a Rusia. Quizá su credo le hiciera difícil el desplazamiento, aunque no existe referencia alguna a él en textos judíos. Las diferentes escrituras del apellido de Zacarías en los documentos en italiano y en ruso (Guizolfi, Guigursis, y Guilgursis podrían atribuirse a errores de los escribanos rusos.